# Solanum pyracanthon
Solanum pyracanthon är en potatisväxtart som beskrevs av Jean-Baptiste de Lamarck. Solanum pyracanthon ingår i släktet skattor som ingår i familjen potatisväxter. Inga underarter finns listade i Catalogue of Life.